# Юденбург
Юденбург (нім. Judenburg) — муніципалітет в районі Мурталь австрійської федеральної землі Штирія. Місто Юденбург розташоване на берегах річки Мур. До складу муніципалітету входять також кадастрові громади Тіфенбах та Вальтерсдорф.

## Історія
Перша згадка про місто датується 1074 роком. Тоді воно було поселенням поблизу замку Еппенштайн. Назва міста натякає на те, що воно було місцем торгівлі на шляху через Альпи, де важливу роль відігравали євреї. 
1277 року Юденбург отримав право збирати мито. Місто стало важливим комерційним центром торгівлі залізною рудою та валер'яною.
1496 року євреїв із міста вигнали за велінням імператора Максиміліана I. На початку 20 ст. місто було одним із найбільших сталеплавильних центрів Австро-Угорщини. Зараз виплавки сталі в місті практично нема. 

## Зовнішні посилання
- Офіційна сторінка [Архівовано 16 липня 2012 у Wayback Machine.]
- Туристична сторінка

| Австрія | Це незавершена стаття з географії Австрії. Ви можете допомогти проєкту, виправивши або дописавши її. |